# Дюбин, Альберт Митрофанович
Альберт Митрофанович Дюбин (5 декабря 1938 — 7 июля 2009) — передовик советского химического машиностроения, слесарь-котельщик опытного завода химических продуктов научно-производственного объединения «Алтай» Министерства машиностроения СССР, Бийск Алтайского края, полный кавалер Ордена Трудовой Славы (1990).

## Биография
Родился 5 декабря 1938 года в селе Соколово Зонального района Алтайского края в русской семье. После прохождения срочной службы в рядах Советской Армии возвратился на родину и в 1961 году поступил работать в Алтайский научно-исследовательский институт химических технологий. Здесь он трудился слесарем-котельщиком, постоянно находился в числе передовиков производства, являлся ударником труда.
Указом Президиума Верховного Совета СССР от 12 августа 1976 года за высокопроизводительный труд и высокие производственные показатели во Всесоюзном социалистическом соревновании был награждён орденом Трудовой Славы III степени. 
Указом Президиума Верховного Совета СССР от 25 сентября 1984 года за достижение высоких показателей в труде и долголетнюю безупречную работу на одном предприятии был награждён орденом Трудовой Славы II степени.
Указом Президента СССР от 3 августа 1990 года за достижение высоких производственных показателей, освоение новых видов продукции на основе внедрения прогрессивных технологий был награждён орденом Трудовой Славы I степени. Стал полным кавалером Ордена Трудовой Славы.
Продолжал работать в НПО "Алтай" до 1995 года. 
Проживал в Бийске. Умер 7 июля 2009 года.

## Награды и звания
- Орден Трудовой Славы - I степени (03.08.1990);
- Орден Трудовой Славы - II степени (25.09.1984);
- Орден Трудовой Славы - III степени (12.08.1976);
- Медаль «За трудовую доблесть».